# Votkinská vodní elektrárna
Votkinská vodní elektrárna (rusky Воткинская ГЭС) je vodní dílo na řece Kama. Je součástí Volžsko-kamské kaskády.

## Všeobecné informace
Dílo bylo vybudováno v letech 1956 až 1966.
Řeka je zadržena hrází o celkové délce 4 770 m, betonová část o délce 191 m  a výšce 45 m obsahuje budovu elektrárny a přelivovou hráz o osmi polích o délce 20 m, projektovanou pro bezpečný převod 35 000 m3/s.
Součástí je jednokomorový jednostupňový zdymadlový systém.
Na spádu 18 m pracuje 10 Kaplanových turbín s hltnostmi 500 - 700 m3/s o celkovém výkonu 1 085 MW.
Průměrná roční výroba je 2 630 miliónů kWh.

## Historie vodního díla
Na základě projektu z roku 1953 byla stavba zahájena 5. září 1956.
První kubík betonu byl položen 5. listopadu 1957, suchá jáma byla zaplavena 28. září 1961, k překrytí Kamy došlo 6. října 1961. Ke spuštění prvního energobloku došlo 20. prosince 1961. V červnu 1964 byla naplněna nádrž na provozní kótu. Do běžného provozu byla elektrárna uvedena v červenci 1966, jako důležitý zdroj bezproblémového provozu sítě Ural.
Na levém břehu bylo vystaveno město pro stavitele díla, které bylo pojmenováno po Petru Iljiči Čajkovkém.  

## Havárie na zdymadle 10. 5. 1962

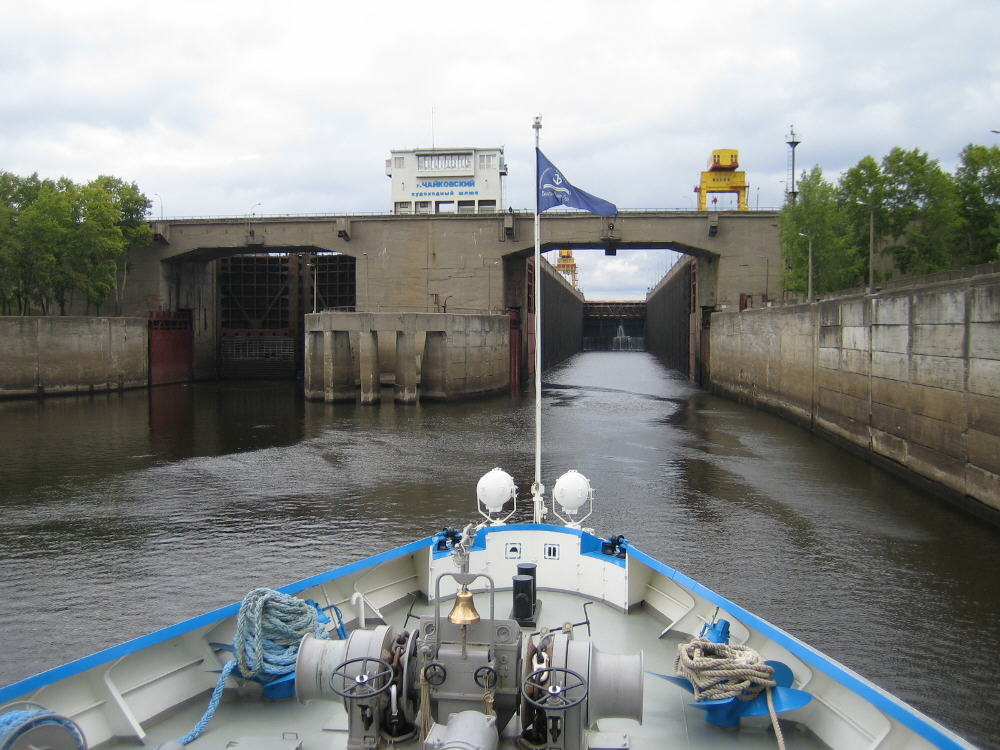
Zdymadlo v roce 2005

Dostavba vodního díla spadá do doby, kdy masivní lidský potenciál byl převeden na stavby obřích a prestižních děl na Angaře a Jeniseji. Dalším významným prvkem doby ve výstavbě vodních děl byl projev Nikity Sergejeviče Chruščova z listopadu 1959, ve kterém stavby vodních děl označil jako zbytečně nákladné, dlouho trvající, s předimenzovanými prvky bezpečnosti. V této atmosféře byl změněn i původní projekt dvoukomorového zdymadla na jednokomorový, což v konečném důsledku znamenalo maximální tlak na prvky systému 2,3 atm. V květnu 1962 došlo za situace, kdy se v komoře o rozměrech 285 x 29 m nacházel výletní parník s 423 osobami a vlečný remorkér s nákladem dřeva a kdy lodě již byly pomocí provazů ukotveny ke zhroucení levého boku komory, do které se začala neřízeně obrovským průtokem hrnout voda. Celkový počet obětí byl 21 z řad výletníků i obsluhy (Hlas Ameriky hlásil několik hodin po neštěstí číslo 120).

## Současnost
V roce 2019 probíhá kompletní rekonstrukce zastaralého strojního i elektrického systému.